# Енугу
Енугу (англ. Enugu) — місто в Нігерії, адміністративний центр однойменного штату.
Енугу — вузол залізничних і шосейних доріг. Місто лежить у центрі кам'яновугільного басейну; тут розташовані сталепрокатний, газовий, цементний заводи.

## Історія
30 травня 1967 року Енугу було оголошено столицею самопроголошеної держави Біафра.

## Клімат
Місто розташоване у зоні, котра характеризується кліматом тропічних саван. Найтепліший місяць — лютий із середньою температурою 29,4 °C (85 °F). Найхолодніший місяць — серпень із середньою температурою 25,6 °C (78 °F).
| Клімат Енугу            | Клімат Енугу | Клімат Енугу | Клімат Енугу | Клімат Енугу | Клімат Енугу | Клімат Енугу | Клімат Енугу | Клімат Енугу | Клімат Енугу | Клімат Енугу | Клімат Енугу | Клімат Енугу | Клімат Енугу |
| Показник                | Січ.         | Лют.         | Бер.         | Квіт.        | Трав.        | Черв.        | Лип.         | Серп.        | Вер.         | Жовт.        | Лист.        | Груд.        | Рік          |
| Абсолютний максимум, °C | 37           | 36           | 37           | 36           | 35           | 37           | 33           | 31           | 33           | 36           | 36           | 37           | 37           |
| Середній максимум, °C   | 29           | 30           | 30           | 30           | 28           | 27           | 26           | 26           | 26           | 27           | 28           | 28           | 28           |
| Середня температура, °C | 28           | 29           | 29           | 29           | 27           | 27           | 26           | 25           | 26           | 27           | 27           | 27           | 27           |
| Середній мінімум, °C    | 27           | 28           | 28           | 28           | 27           | 26           | 25           | 25           | 25           | 26           | 26           | 26           | 26           |
| Абсолютний мінімум, °C  | 15           | 17           | 22           | 22           | 20           | 20           | 20           | 22           | 21           | 20           | 16           | 15           | 15           |
| Днів з опадами          | 0            | 1            | 2            | 1            | 3            | 5            | 4            | 8            | 6            | 4            | 0            | 1            | 35           |
| ----------------------- | ------------ | ------------ | ------------ | ------------ | ------------ | ------------ | ------------ | ------------ | ------------ | ------------ | ------------ | ------------ | ------------ |
| Джерело: Weatherbase    |              |              |              |              |              |              |              |              |              |              |              |              |              |

## Відомі люди
- Батьківщина виконавця Dr. Alban.

### Уродженці
- Ада Удечукву (нар. 1960) — нігерійська художниця та поетеса.
- Келвін Ебука Нвамора (нар. 1993) — нігерійський футболіст, нападник.